# Fritzes
Fritzes bokförlag och bokhandel är ett bokförlag och bokhandel, grundad 1837 av Carl Edvard Fritze och C.A. Bagge.
Firman övertogs 1841 av Fritze ensam, varefter den 1862 övergick till P.B. Eklund och E. Giron, 1866 till P.B. Eklund ensam, och 1870 till Karl Kruhs och B. Söderberg. År 1907 uppdelades firman på två aktiebolag, C.E. Fritzes bokförlags AB och C.E. Fritzes kungliga hofbokhandel. År 1862 utnämndes firman till hovbokhandlare. 
Både förlag och bokhandel övergick 1973 till staten som en del i Liber. År 1985 såldes Fritzes Priab för att 1991 tillsammans med Norstedts juridik återgå till Libers ägo och övergick sedan 1993 i Wolters Kluwer, där verksamheten bestod i att förmedla svensk samhälls- och rättsinformation. År 1996 stängdes bokhandeln och bokförsäljning sker numera bara över Internet. Sedan den 4 januari 2018 ingår Fritzes i Karnov Group, som då förvärvade Wolters Kluwers juridiska verksamhet i Sverige.
Bland Fritzes tidigare utgivning märks litteratur som Svensk Folk-Kalender, verk av Oscar I, Karl XV och Oscar II, Oscar Levertin, August Strindberg, Fredrik Böök samt Elsa Beskow. När den dåvarande ledaren för den svenska pingströrelsen Lewi Pethrus gav ut sina memoarer i form av flera böcker i efterspelet till den så kallade Lidmanfejden skedde det på Fritzes förlag. Förlaget anlitade ofta framstående konstnärer som illustratörer, bland andra Carl Larsson, Bruno Liljefors och Mollie Faustman.